# Francia vonatok és motorvonatok listája
Ez a lista a Franciaországban közlekedő mozdonyokat és motorvonatokat sorolja fel.

## Mozdonyok

### Villanymozdonyok

#### DC
- BB 300
- CC 1100
- 2BB2 3200
- 2BB2 3300
- 2CC2 3400
- 1ABBA1 3500
- 1ABBA1 3600
- 1CC1 3700
- 1CC1 3800
- BB 4100
- BB 4600
- BB 4700
- BB 4730
- 2D2 5400
- 2D2 5500
- CC 6001 (Prototípus)
- BBB 6003 (Prototípus)
- BBB 6003 (Prototípus) (ex-BBB 20003)
- CC 6500
- CC 7000 (Prototípus)
- CC 7100
- BB 7200
- BB 8100
- BB 8500
- BB 8700
- BB 9001-9002 (Prototípus)
- BB 9003-9004 (Prototípus)
- 2D2 9100
- BB 9200
- BB 9300
- BB 9400
- BB 9600
- BB 9700
- BB 80000
- BB 88500

#### AC
- BB 10001 (Prototípus)
- CC 10002 (Prototípus) (ex-BB 16655)
- BB 10003-10004 (Prototípus) (ex-BB 15007 és 15055)
- BB 12000 "Monocabine"
- BB 13000 "Monocabine"
- CC 14000 "Monocabine"
- CC 14100 "Monocabine"
- BB 15000
- BB 16000
- BB 16100
- BB 16500
- BB 17000

#### Két áramnemű
- CC 20001 (Prototípus)
- CC 20002 (Prototípus)
- BBB 20003 (Prototípus)
- BB 20004 (Prototípus) (ex-BB 16540)
- BB 20005 (Prototípus) (ex-BB 16028)
- BB 20006 (Prototípus) (ex-BB 10001)
- BB 20011-20012 (Prototípus) (ex-BB 22379 és 22380)
- BB 20100
- C 20150
- BB 20200
- CC 21000
- BB 22200
- CC 25000
- BB 25100
- BB 25150
- BB 25200
- BB 25500
- BB 26000 "Sybic"
- BB 27000 "Prima"
- BB 27300 "Prima"

#### Három áramnemű
- BB 30000 (Prototípus)
- BB 36000 "Astride"
- BB 36300 "Astride"
- BB 37000 "Prima"

#### Négy áramnemű
- CC 40100
- BB 47000 "Prima"
- BB 60001 (Prototípus)
- C 60002 (Prototípus)
- BB 60021 (Prototípus)
- BB 60031-60033 (Prototípus)
- 1D1 60051 (Prototípus)
- C 61000 + TC 61100
- BB 61000
- A1A A1A 62000
- BB 62400
- BB 63000
- BB 63400
- BB 63500
- BB 64700 + TBB 64800
- CC 65000
- CC 65500
- BB 66000
- BB 66400
- BB 66600
- BB 66700
- BB 67000
- BB 67200
- BB 67300
- BB 67400
- A1AA1A 68000
- A1AA1A 68500
- BB 69000
- BB 69400
- CC 70000 (Prototípus)
- BB 71000
- CC 72000
- CC 72100
- BB 75000 "Prima"
- CC 80000 (Gáz-turbinás mozdony)

#### Tolató mozdonyok
- Y 2100
- Y 2200
- Y 2400
- Y 5100
- Y 6000
- Y 6200
- Y 6300
- Y 6400
- Y 7100
- Y 7400
- Y 8000
- Y 8400
- Y 9100
- Y 11000
- YBD 12000
- YBE 14000
- YBE 15000
- Y 50100
- Y 51100
- Y 51200
- Y BL

## Motorvonatok

### TGV
- Eurostar
- TGV Atlantique
- TGV Duplex
- TGV La Poste
- TGV POS (Párizs – Dél-Franciaország – Kelet-Németország)
- TGV Réseau
- TGV Sud-Est
- Thalys PBA (Párizs - Brüsszel -Amszterdam)
- Thalys PBKA (Párizs - Brüsszel -Köln / Amszterdam)

### Dízel és gázturbinás motorvonatok

#### Dízel egységek
- X 2100
- X 2200
- X 2400
- X 2700 (RGP)
- X 2720 (RGP)
- X 2770 (RGP)
- X 2800
- X 3600
- X 3700
- X 3800
- X 4200
- X 4300
- X 4500
- X 4630
- X 4750
- X 4790
- X 4900 (EAT)
- X 5500
- X 5800
- X 9100
- X 72500
- X 73500
- X 73900
- X 76500
- X 94750 (Parcels units)
- X 94630 (Cannes-Ranguin)
- X 97150 (A2E)

#### Trailers
- XR 6000
- XR 6200
- XR 7300
- XR 7800

#### Turbotrain-ok
- T 1000 (ETG)
- T 2000 (RTG)
- TGV 001

### Villamos motorvonatok

#### DC három sines járművek
- Z 1200
- Z 1300
- Z 1400
- Z 1500
- Z 5177

#### DC járművek
- Z 3600
- Z 3700
- Z 3800
- Z 4100
- Z 4200
- Z 4400
- Z 4500
- Z 4900
- Z 50000
- Z 5100
- Z 5300
- Z 5600 (Emeletes)
- Z 7100
- Z 7300 (Z2)
- Z 7500 (Z2)

#### AC járművek
- Z 6000
- Z 6100
- Z 6300
- Z 6400
- Z 11500 (Z2)

#### Kétáramnemű járművek
- Z 8100
- Z 8800 (Emeletes)
- Z 9500 (Z2)
- Z 9600 (Z2)
- Z 20500 (Emeletes)
- Z 20900 (Emeletes)
- Z 21500
- Z 22500 (Emeletes)
- Z 23500 (Emeletes)
- Z 24500 (Emeletes)
- U 25500 (Light-rail)
- Z 26500 (Emeletes)
- Z 27500
- Z 92050 (Emeletes)

#### Két módú járművek
- B 81500
- B 82500 – ordered but not yet in revenue service